# Dimitar Ivankov
Dimitar Ivanov Ivankov (tiếng Bulgaria: Димитър Иванов Иванков; sinh ngày 30 tháng 10 năm 1975) là một cựu cầu thủ bóng đá người Bulgaria, từng thi đấu ở vị trí thủ môn.